# Metacercops
Metacercops là một chi bướm đêm thuộc họ Gracillariidae.

## Các loài
- Metacercops cuphomorpha  (Turner, 1940)
- Metacercops hexactis  (Meyrick, 1932)
- Metacercops praestricta  (Meyrick, 1918)